# Chiesa di San Giorgio (Ardesio)
La chiesa di San Giorgio è il principale luogo di culto cattolico di Ardesio, in provincia e diocesi di Bergamo. Sul lato a sud del sagrato vi è la casa parrocchiale risalente al XVI secolo, il sacello di San Rocco, e la chiesa dei disciplini entrambi del XV secolo.

## Storia
La chiesa fu edificata nel 1455, su un antico edificio preesistente risalente al 1176 di cui restano a testimonianza due spalle poliscili sulla facciata. La chiesa viene citata in molti documenti relativi ai diritti minerari sulle miniere argentifere. Non vi è documentazione certa che nel 1455 il vescovo di Bergamo Giovanni Barozzi autorizzasse i fabbricieri di Ardesio alla costruzione di una nuova chiesa intitolata a san Giorgio, in sostituzione alla vecchia parrocchia di san Pietro, ritenuta troppo piccola. Con l'edificazione della chiesa, san Giorgio divenne il patrono del paese.
Gli atti della visita pastorale di san Carlo Borromeo del 1575, stilati da Giovanni Andrea Pionio, descrivono una chiesa con sei altari adorni di ancone lignee, in particolare descrivono la cappella dell'Assunzione che aveva un gruppo scultoreo ligneo opera di Pietro Bussolo: super cappella Assumptionis Beatissimae Virginis Marie adsunt nonnulle statue Sanctorum e inter quas est Crocifixus alias fulgure ictus et divisus per medium. Purtroppo il gruppo scultoreo, che raffigurava Maria con san Giovanni e santa Maria Maddalena, si perse durante il rifacimento della chiesa del XVIII secolo, restando la testimonianza solo del crocifisso conservato fino ai primi anni del XIX secolo nella sagrestia, successivamente nella chiesetta dell'Inferneria Filisetti per poi essere ceduto all'abbazia di Sant'Egidio a Fontanella al Piano dove si trova esposto.
Il XVI secolo con la difficile situazione della chiesa di Bergamo a causa della presenza del vescovo Vittore Soranzo sospettato e accusato di devianze eterodosse, trovò la chiesa di Ardesio coinvolta, era stato infatti allontanato dalla città orobica don Giovan Francesco da Asola, che da viceparroco della basilica di Sant'Alessandro in Colonna fu inviato come parroco ad Ardesio, dove pare fossero già presenti alcuni personaggi accusati di eresia perché in possesso di letture proibite.
Già dai primi decenni del XVIII secolo, la chiesa risultò essere piccola per il crescente numero di fedeli, fu quindi don Giovanni Francesco Ginammi sacerdote della parrocchia a convocare Andrea Fantoni, per il progetto di sviluppo, che oltre essere suo amico era anche impegnato nell'ampliamento del santuario. Nel 1728 il progetto fu ultimato e approvato dando inizio così i lavori. Ma il costo sembrò da subito eccessivo, tanto che nel 1733 una lettera del parroco informò lo scultore che trovava impossibile poter proseguire nel progetto, che fu accantonato fino all'avvento del successivo parroco don Giovanni Battista Rota.
Nel 1737 iniziarono nuovi lavori di ampliamento su progetto di Giovan Battista Caniana con la formazione di volte in tufo di Nasolino e la creazione del nuovo presbiterio realizzato sull'antica sacrestia. Le opere terminarono dopo un decennio dando alla chiesa un grande impianto barocco. È registrato un precedente progetto del 1725 dei fratelli Fantoni.
Nel XX secolo seguirono nuovi rifacimenti. La pavimentazione in marmo nel 1933, il rifacimento della copertura e l'impianto di riscaldamento nel 1969, nonché successivamente la posa del ciottolato sul sagrato e il restauro delle opere d'arte. La torre campanaria, che era stata originariamente realizzata nel 1487, fu sopraelevata nel 1871 e arricchita dal bulbo in rame.

## Descrizione

### Esterno
La chiesa contiene opere d'arte di notevole interesse artistico che rimane però un poco oscurato dall'attenzione che riceve il turismo religioso del santuario della Madonna delle Grazie che lo pone in secondo piano.

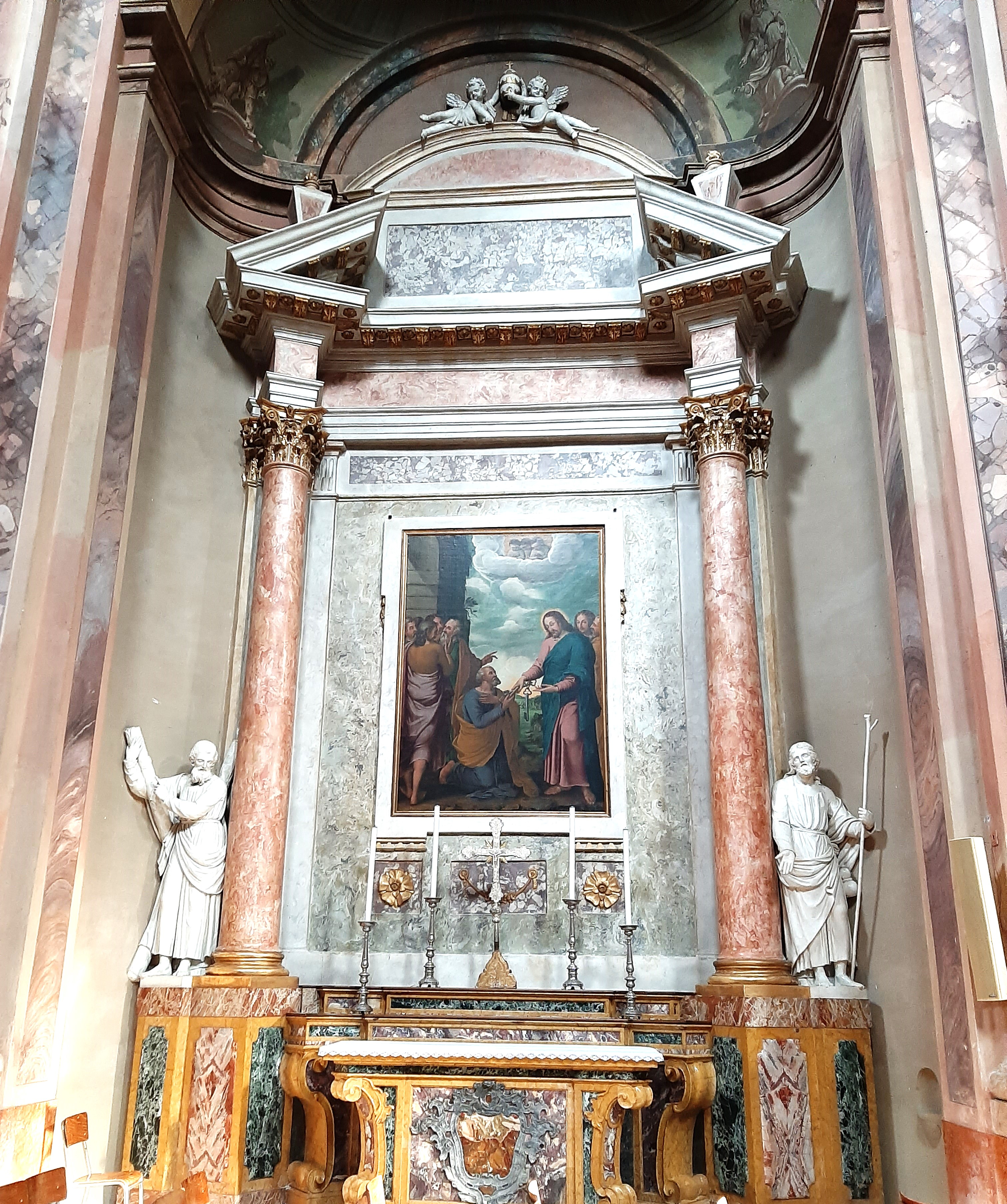
Altare laterale - Gesù che consegna le chiavi a san Pietro

L'edificio è rivolto ad est ed è circondato da un grande sagrato in ciottolato. Sul lato destro la canonica risalente al XV secolo che è sede anche dell'archivio parrocchiale.

La facciata si presenta imponente su due ordini con lesene e trabeazioni, con una parte avanzata e due laterali leggermente retrocesse. Centrale alla facciata il portale con cornice in pietra sagomata terminante con un cornicione. Sull'ordine superiore si apre una grande finestra che illumina l'unica navata interna. La prima trabeazione della facciata termina con due vasi in pietra, mentre la seconda con un timpano culminante con tre statue raffiguranti santi.

### Interno
L'interno ad un'unica navata è a pianta rettangolare divisa in tre campate suddivise ciascuna da quattro lesene con altre che funzionano da raccordo con il presbiterio e la controfacciata. Due grandi cappelle laterali sono poste ai lati della navata separate da un ingresso laterale correlato da balaustra. Altre due campate fanno da raccordo con il presbiterio.

Questo è più alto rispetto alla platea; cinque gradini in marmo con la balaustra collegano il catino absidale con la navata.
Le pareti hanno zoccolature in marmo rosso di Verona dalle quali partono le lesene decorate con candelabri dipinti e finti marmi terminanti da capitelli in ordine corinzio che sorreggono la trabeazione con cornicione, sopra tre finestre per lato e quattro sul presbiterio danno luce al vasto spazio dell'aula.

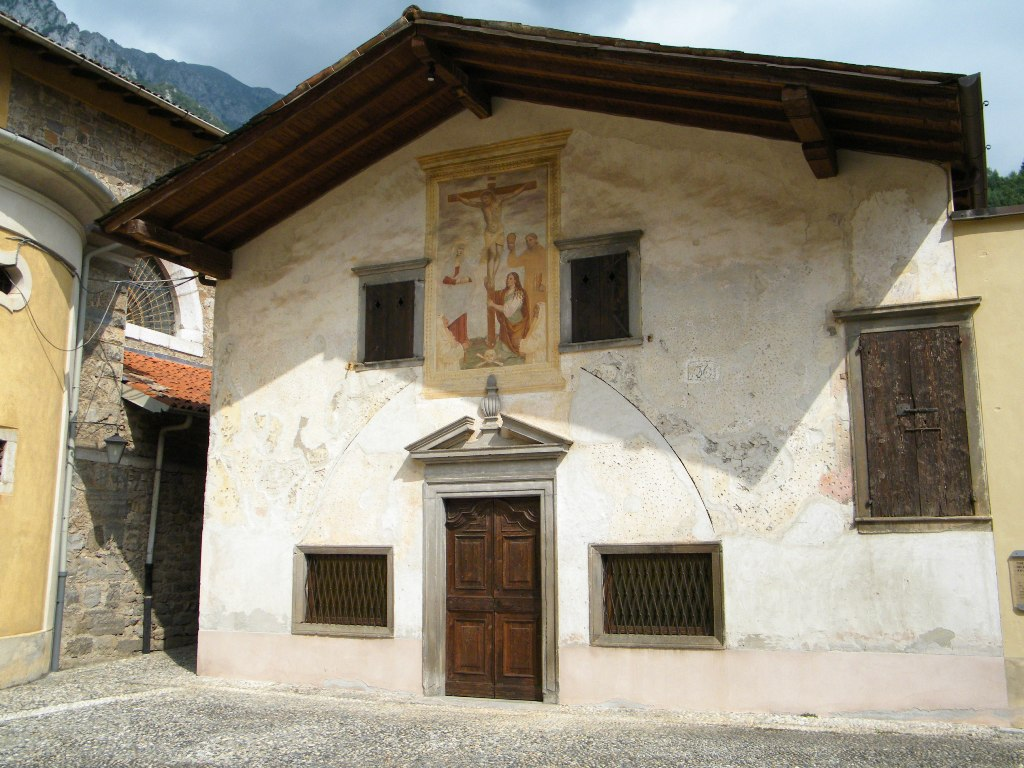
Chiesa dei disciplini - Ardesio (Foto Luca Giarelli)

La chiesa è decorata a finti stucchi e motivi architettonici dalle preferite tinte rossicce. La volta è affrescata con scene trionfali: il trionfo della Fede con le altre virtù e santi, il trionfo dell'antico e nuovo testamento e la Gloria di san Giorgio mentre pala d'altare sul presbiterio la grande Assunzione di Gesù al Cielo.
Notevole è il pulpito realizzato da Grazioso Fantoni con il nipote Francesco Donato. L'opera in legno dipinto in finto marmo riprende quello presente nella basilica di San Martino di Alzano Lombardo.

## Le cappelle

### Battistero
La chiesa è riccamente ornata di opere. Nella cappella posta a sinistra dell'ingresso principale vi è il battistero. La cappella ha la pavimentazione in marmo, e le pareti affrescate con la rappresentazione delle virtù teologali, delle quattro virtù cardinali, mentre al centro il grande affresco del battesimo di Cristo.
A sinistra entrando si trova il vano del battistero con pavimentazione in marmo. Le pareti sono affrescate da un lato con le tre virtù teologali, sull'altro con le quattro virtù cardinali.

### Cappella di San Pietro
A sinistra vi è la cappella intitolata a san Pietro. L'altare è in marmo gigrio con paliotto,completo della tela raffigurante Gesù che consegna le chiavi a san Pietro.

### Cappella della Madonna del santo Rosario
La cappella successiva è intitolata alla Madonna del santo Rosario e si presenta con un altare monumentale in marmo policromo con due colonne e controlesene decorate da modiglioni dove poggia la trabeazione in marmo nero. L'altare fu lavoro della famiglia Fantoni.

### Cappella dell'Angelo custode
La cappella a destra è dedicata agli angeli custodi e ai santi realizzata dal Fantoni. Sull'altare di grandi dimensioni in marmi policromi vi è una pala d'altare realizzata da Carlo Ceresa nel 1674 raffigurante l'Annunciazione e l'Angelo custode tra i Santi Lorenzo e Giorgio. L'ancona è formata da quattro colonne che sostengono la trabeazione barocca.

### Altare del suffragio
Il secondo altare a destra è dedicato al suffragio dei morti. Formato di marmi policromi ha un'ancona formata di quattro colonne che reggono il timpano dove è raffigurata l'umanità morta con l'angelo della morte e l'eternità. le statue di san Giovanni e di san Giorgio in marmo completano l'ancona.

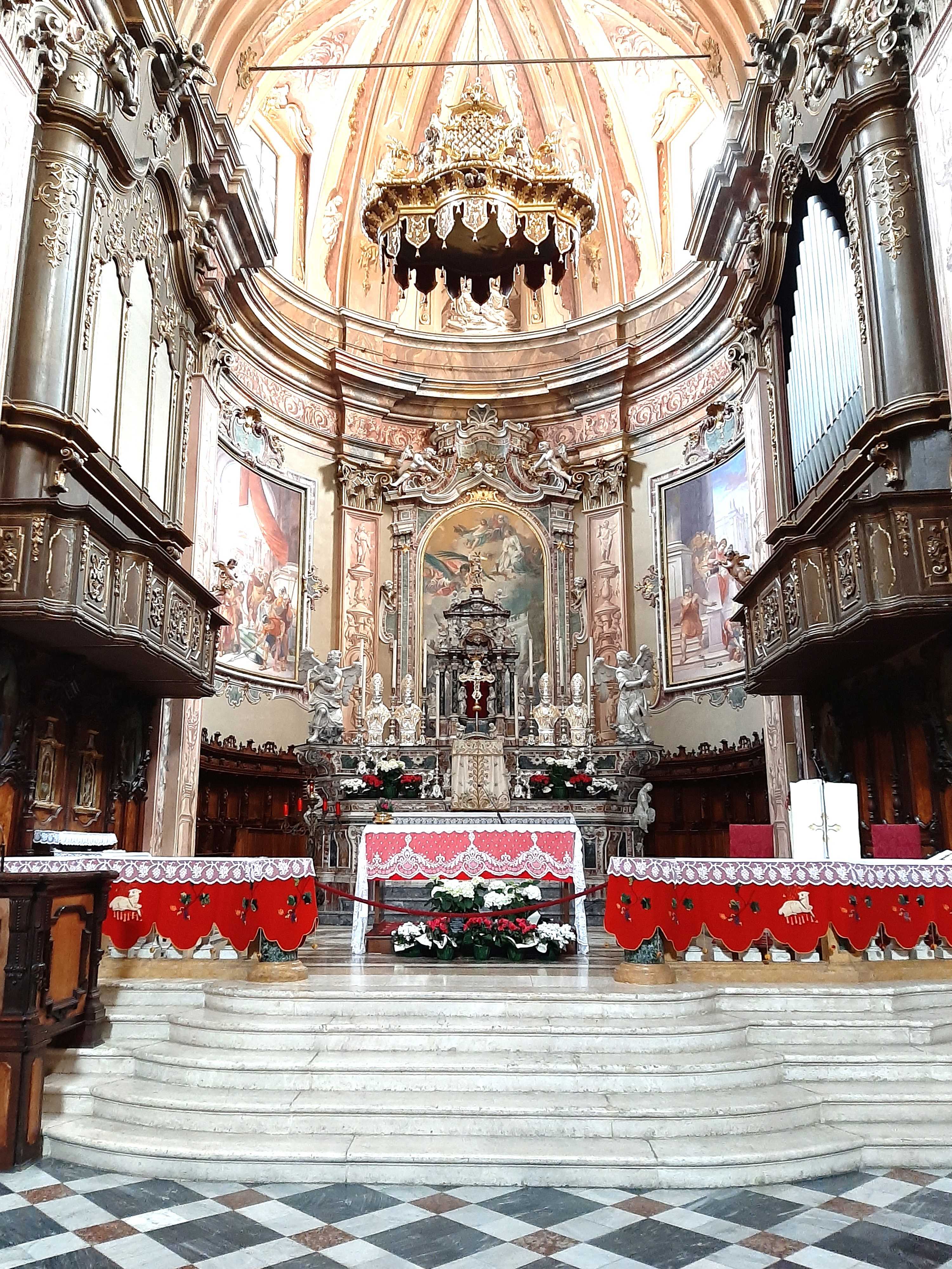
Presbiterio San Giorgio

### Presbiterio e altare maggiore
L'altare maggiore è lavoro della bottega fantoniata, realizzato in marmi policromi e ultimato nel 1747. La mensa ha un medaglione con scolpita l'ultima cena, con sei teste di angelo e putti. La parte dorsale è munita di tre alzate per l'esposizione dei candelieri e carteglorie, mentre ai lati vi sono due statue raffiguranti la Fede e la Speranza. Altri angeli completano l'altare raffiguranti la carità, la mitezza, l'umiltà e il dolore, mentre superiore due angeli in piedi e due seduti coronano il Cristo risorto. La pala d'altare raffigurante Gloria di san Giorgio è opera di Saverio Dalla Rosa datata e firmata 1783, mentre i due dipinti laterali sono opera di Lattanzio Querena del 1837.
Il coro ligneo composto da 27 stalli riporta sul primo la datazione MDCXX realizzato da un artigiano locale. Ognuno di questi stalli è diviso da cariatidi umane. I sedili sono sostenuti da figure di mascheroni e zampe di leone. Lo stallo centrale è coronato dall'immagine di Dio padre che regge il globo benedicente sopra l'immagine di san Giorgio che uccide il drago.